# Lenne Broberg
Olof Lennart "Lenne" Broberg, född 27 september 1940 i Borgsjö församling, död 2 januari 1991 i Stockholm, var en svensk sångare, musiker och musikproducent.
Broberg sjöng i olika popgrupper på 1960-talet, bland annat i Lenne & His Falcons, The Adventures och Lee Kings. Störst framgångar nådde han med Lee Kings, som fick en stor hit med låten "Stop the Music". 1968 satsade Broberg på en solokarriär och sjöng in låten "Mälarö kyrka" som gick in på Svensktoppen och blev en storsäljare.  Han turnerade sommaren och hösten 1968 med Mona Wessman, Claes-Göran Hederström och Hipp Happy Band, som bestod av Mats Westman, Lasse Sandborg, Stefan Möller och Bertil Bodahl. Han fortsatte sin karriär med framträdanden på klubbar och pubar.
Broberg var gift två gånger och fick två söner och två döttrar. Broberg avled i cancer 1991. Han är begravd på Ulriksdals begravningsplats.

## Diskografi (urval)
Singlar (solo)
- 1961 – "Amapola" / "Shine"
- 1968 – "Glömda Gränd" / "Bonaparte"
- 1968 – "Mälarö kyrka" / "Båten Blå"
- 1969 – "Mona Lisa" / "Naughty Boy"
- 1969 – "Du ger mig så sköna stunder" / "Det blir alltid vår igen"
- 1969 – "Anno 2202" / "Så välj din väg, min vän"